# Richard Preston
Richard Preston (nacido el 5 de agosto de 1954) es un escritor para The New Yorker y autor de libros con éxitos de ventas. Sus escritos se apoyan en extensas investigaciones y entrevistas, y suelen tratar temas como enfermedades infecciosas, bioterrorismo, secuoyas, entre otros. También escribe historias ficticias.

## Biografía
Nació en Cambridge (Massachusetts). Se graduó de la Secundaria Wellesley en Massachusetts en 1972 y asistió a la Universidad Pomona en Claremont, California. Obtuvo un doctorado en Inglés de la Universidad de Princeton en 1983.
Preston desarrolló una fascinación por las epidemias tras un viaje a África, donde las observó con sus propios ojos.
En noviembre de 2009, fue seleccionado por Harper-Collins y la herencia de Michael Crichton para completar su novela inconclusa Micro, tras de la muerte de Crichton en noviembre de 2008. El libro fue lanzado el 22 de noviembre de 2011, siendo aproximadamente dos tercios del mismo escritos por Preston, quien lo completó siguiendo el bosquejo, las notas y la investigación restantes del autor.
En 2016, Preston se desempeñó como Profesor Visitante Distinguido Bedell en el Programa de Escritura de no Ficción de la Universidad de Iowa, donde fue juez del prestigioso Premio Iowa en Literatura de no Ficción.
Actualmente reside en Hopewell (Nueva Jersey) con su esposa Michelle, y sus dos hijas y un hijo. Además es hermano del exitoso autor de libros Douglas Preston.

## Obras notables
Su artículo  "Crisis in the Hot Zone" (1992) para el New Yorker se expandió a su exitoso libro The Hot Zone (1994), descrito como un «thriller no ficticio» sobre los ebolavirus. Preston conoció sobre el ébola a través de contactos como los doctores C.J. Peters y Nancy Jaax, investigadores para el Ejército de los Estados Unidos. El libro sirvió como base para la película Outbreak (1995) sobre maquinaciones militares en torno a un "virus Motaba" ficticio.
La novela de suspenso de Preston, The Cobra Event (1997), sobre un ataque terrorista consistente en la liberación de un virus ficticio en Nueva York, el cual combina varias cualidades de diferentes enfermedades, se esforzó por crear una narrativa dentro de los límites de un posible bioterrorismo bien investigado. Según se reporta, el libro fue presentado al entonces presidente de Estados Unidos, Bill Clinton, por un biólogo molecular cuando asistía al evento Semana del Renacimiento. Tras leerlo, el libro alarmó al presidente, quien instigó una revisión de las amenazas bioterroristas a ese país.

### Novelas
- The Cobra Event [El evento cobra]. Nueva York: Random House. Noviembre de 1997. ISBN 0-679-45714-3: también llamado Cobra's Eye.
- The Boat of Dreams: A Christmas Story [El bote de los sueños: Una historia de Navidad]. ilustrador: George Henry Jennings. Nueva York: Simon & Schuster. 2003. ISBN 0-7432-4592-X. (requiere registro).
- Micro. HarperCollins. 22 de noviembre de 2011. ISBN 978-0-06-087302-8: co-escrito con Michael Crichton y completado tras la muerte de este.

### No ficticios
Artículos
- Preston, Richard (3 de diciembre de 2012). «The Talk of the Town: Gone South: Flight of the Dragonflies». The New Yorker (en inglés) 88 (38): 40, 42. Consultado el 9 de diciembre de 2020.

Autobiografías
- Serenity Granted: Accepting Hardship as a Pathway to Peace [Serenidad garantizada: Aceptar la adversidad como un camino a la paz]. Serenity Granted, LLC. 2016. ISBN 099779061X.

Fotografía
- Pure Fuel [Puro combustible]. 1996.

Ciencia
- Acid-Base, Fluids, and Electrolytes Made Ridiculously Simple [Ácido-base, fluidos, y electrolitos hechos ridículamente simples]. Medmaster. 1997. ISBN 0940780313.
- The Wild Trees: A Story of Passion and Daring [Los árboles salvajes: Una historia de pasión y osadía]. Nueva York: Random House. 2007. ISBN 978-1-4000-6489-2. (requiere registro): donde Preston habla de su pasatiempo de trepar árboles. También escribe sobre los secuoyas más grandes del mundo como el Lost Monarch o el Iluvatar.
- Panic in Level 4: Cannibals, Killer Viruses, and Other Journeys to the Edge of Science [Pánico en nivel 4: Caníbales, virus mortales, y otros viajes al límite de la ciencia]. New York: Random House. 2008. ISBN 978-1-4000-6490-8. (requiere registro): una colección de ensayos donde Preston relata sus experiencias en la investigación de sus anteriores libros.

Historia
- First Light: The Search for the Edge of the Universe [Primera luz: La búsqueda del límite del universo]. Nueva York: Atlantic Monthly Press. 1987. ISBN 978-0-8711-3200-0. (requiere registro), OCLC 16004290: se centra en la historia del telescopio Hale en el Observatorio Palomar y los astrónomos que trabajan allí.
- American Steel: Hot Metal Men and the Resurrection of the Rust Belt [Acero estadounidense: El hombre de metal caliente y la resurrección del Rust Belt]. New York: Prentice Hall Press. 1991. ISBN 0-13-029604-X. (requiere registro): narra la historia de la empresa siderúrgica Nucor, centrándose en su planta en Indiana.
- The Hot Zone: The Terrifying True Story of the Origins of the Ebola Virus [Zona caliente: la terrorífica historia real de los orígenes del virus del Ébola]. Nueva York: Random House. 1994. ISBN 0-679-43094-6.
- The Demon in the Freezer: The Terrifying Truth about the Threat from Bioterrorism [El demonio en el congelador: la terrorífica verdad sobre la amenaza del bioterrorismo]. Nueva York: Random House. Enero de 2002. ISBN 0-375-50856-2: cubre la historia de la erradicación en poblaciones humanas de la viruela, quizás el virus más destructivo que ha asolado a la humanidad. Detalla la supervivencia del virus en laboratorios de investigación y programas de armas biológicas en Rusia y en otras naciones. Se menciona también al ántrax, una enfermedad bacteriana del ganado y de los seres humanos, utilizada en los ataques de ántrax de 2001.
- Crisis in the Red Zone: The Story of the Deadliest Ebola Outbreak in History, and of the Outbreaks to Come [Crisis en la zona roja: La historia del brote de ébola más mortal de la historia y de los brotes por venir]. Nueva York: Random House. 2019. ISBN 978-0-8129-9883-2: sobre la epidemia de ébola de 2014-2016, donde Preston escribe sobre la lucha de trabajadores de la salud, gobiernos, ONGs y farmacéuticas para contenerla. El libro remarca además que la epidemia fue una advertencia para futuros y más severos brotes y de virus aun por descubrir.[6]